# Laurie Johnson
Pour les articles homonymes, voir Johnson.
Laurie Johnson est un compositeur et producteur britannique, né le 7 février 1927 à Hampstead (Londres, Royaume-Uni) et mort le 16 janvier 2024. Il est le compositeur du célèbre générique de la série télévisée anglaise Chapeau melon et bottes de cuir (The Avenger).

## Biographie

### Jeunesse et formation
Laurie Johnson naît le 7 février 1927 à Hampstead, au nord de Londres en Angleterre.
Il se forme à la Royal Academy of Music, où il reçoit les cours d’auteurs réputés comme Ralph Vaughan Williams ou Herbert Howells. Il est remarqué par la variété de ses compositions, étant apte à illustrer des pièces de théâtre jusqu’à la musique de film. 
Ses proches résument dans un communiqué : 

« La musique de Laurie a touché la vie de millions de personnes à travers le monde. Tout au long de son illustre carrière, il a composé de nombreuses partitions, thèmes et bandes sonores emblématiques qui ont embelli nos vies à travers le cinéma, la télévision, le théâtre et la radio »

### Carrière
Le compositeur demeure actif pendant plus de 70 ans, mais plus particulièrement entre les années 1960 et 1980. Il compose des dizaines de partitions, de thèmes ou de génériques, tels :
- This is Your Life (1955),
- Top Secret (1961)
- Animal Magic (1962),
- Jason King (1971),
- Les Professionnels (1977).

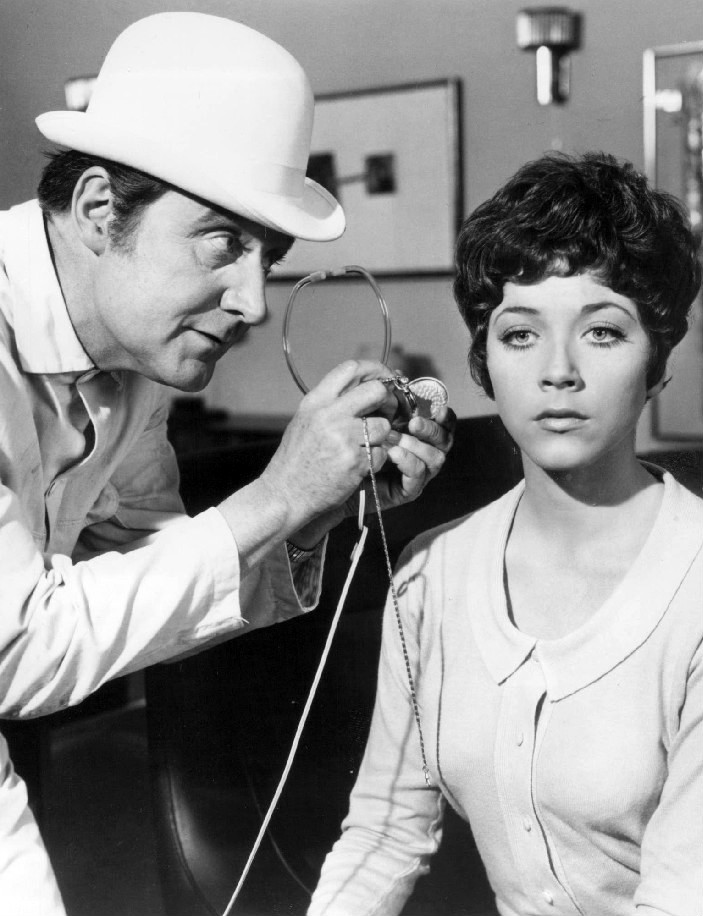
The Avengers - 1968.

Il réalise des arrangements musicaux pour de nombreuses chansons utilisées ensuite comme musique de production. En 1961, il parvient dans les classements musicaux britanniques des singles, avec l’arrangement Sucu Sucu, le thème du générique de la série d'espionnage ni britannique Top Secret. Mais il demeure dans les mémoires pour le générique de la série Chapeau melon et bottes de cuir (The Avengers) dont John Steed (Patrick McNee) un agent secret britannique est le héros avec ses assistantes. Ce générique lui a assuré une place mémorable dans l’histoire de la télévision .
Au cinéma, ses compositions accompagnent des films comme :
- L'Homme des fusées secrètes (1960),
- Docteur Folamour de Stanley Kubrick (1964),
- Les Premiers Hommes dans la Lune (1964),
- It Shouldn't Happen to a Vet (1976),

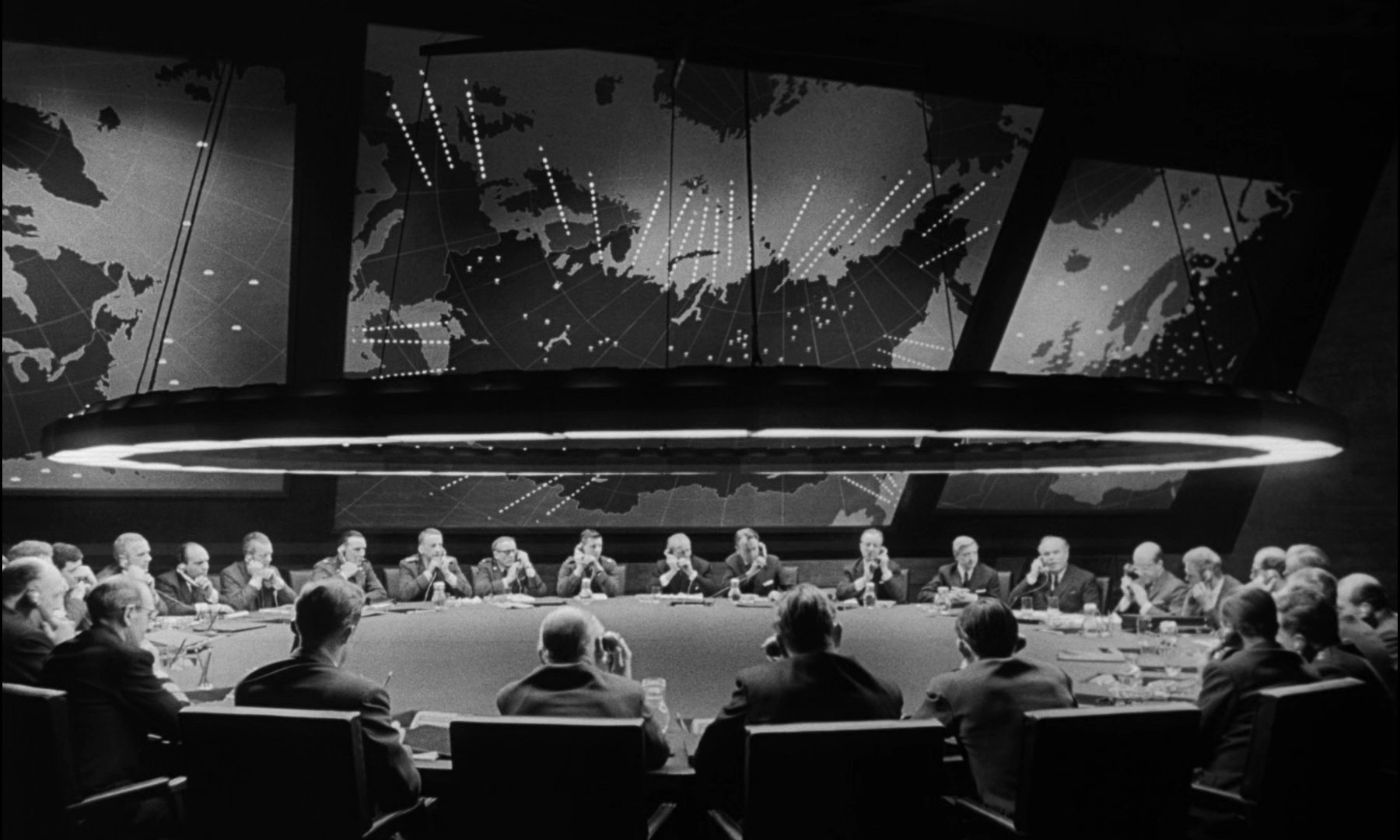
Dr Folamour de Stanley Kubrick - 1964.

- Tiger Bay (1959).

### Vie privée
Il est mort dans son sommeil le 16 janvier 2024, à l’âge de 96 ans.

## Filmographie

### comme compositeur
- 1957 : The Good Companions
- 1957 : The Moonraker
- 1958 : No Trees in the Street
- 1958 : Girls at Sea
- 1959 : Operation Bullshine
- 1959 : Les Yeux du témoin (Tiger Bay)
- 1959 : No Hiding Place (série télévisée)
- 1960 : L'Homme des fusées secrètes (Wernher von Braun)
- 1961 : Spare the Rod
- 1961 : Top Secret (série télévisée)
- 1961 : What a Whopper
- 1963 : Bitter Harvest
- 1963 : Siege of the Saxons
- 1964 : The Beauty Jungle
- 1964 : Docteur Folamour (Dr. Strangelove or: How I Learned to Stop Worrying and Love the Bomb)
- 1964 : À l'est du Soudan (East of Sudan)
- 1964 : Les Premiers Hommes dans la Lune (First Men in the Moon)
- 1965 - 1969 : Chapeau melon et bottes de cuir (The Avengers) (série télévisée)
- 1965 : You Must Be Joking!
- 1968 : Chauds, les millions (Hot Millions)
- 1970 : And Soon the Darkness
- 1970 : Mister Jerico (TV)
- 1971 : The Firechasers
- 1971 : Jason King (série télévisée)
- 1972 : L'Aventurier (The Adventurer) (série télévisée)
- 1973 : The Belstone Fox
- 1973 : An Echo of Theresa (TV)
- 1973 : The Eyes Have It (TV)
- 1973 : Spell of Evil (TV)
- 1974 : Les Bonnes
- 1974 : One Deadly Owner (TV)
- 1974 : Capitaine Kronos, tueur de vampires (Captain Kronos - Vampire Hunter)
- 1975 : Hedda
- 1975 : Diagnostic, meurtre
- 1975 : Won't Write Home Mom, I'm Dead (TV)
- 1975 : A Midsummer Nightmare (TV)
- 1975 : Death in Deep Water (TV)
- 1976 : Dial a Deadly Number (TV)
- 1976 : Chapeau melon et bottes de cuir (The New Avengers) (série télévisée)
- 1977 : Les Professionnels (The Professionals) (série télévisée)
- 1980 : Tvingad att leva
- 1987 : La Vengeance des monstres (It's Alive III: Island of the Alive)
- 1987 : Les Hasards de l'amour (A Hazard of Hearts) (TV)
- 1989 : Le Cavalier masqué (The Lady and the Highwayman) (TV)
- 1990 : A Ghost in Monte Carlo (TV)
- 1992 : Duel of Hearts (TV)
- 1999 : London Big Band in Concert at the Albert Hall

### comme producteur
- 1990 : A Ghost in Monte Carlo (TV)
- 1992 : Duel of Hearts (TV)
- 1998 : Les Nouveaux Professionnels (CI5: The New Professionals) (série télévisée)